# Куликово (Тальменский район)
Куликово — село в Тальменском районе Алтайского края. Входит в состав Кашкарагаихинского сельсовета.

## История
В 1928 году состояло из 157 хозяйств, основное население — русские. В административном отношении являлось центром Куликовского сельсовета Тальменского района Барнаульского округа Сибирского края.

## Население
| 1926 | 1997 | 1998 | 1999 | 2000 | 2001 |
| ---- | ---- | ---- | ---- | ---- | ---- |
| 800  | ↘125 | ↘123 | →123 | ↘118 | ↗121 |
| 2002 | 2003 | 2004 | 2005 | 2006 | 2007 |
| ↘116 | ↘113 | ↘108 | ↘101 | ↘91  | ↘85  |
| 2008 | 2009 | 2010 | 2011 | 2012 | 2013 |
| ↘82  | ↗95  | ↘90  | ↗91  | ↘88  | ↘80  |

Национальный состав
Согласно результатам переписи 2002 года, в национальной структуре населения русские составляли 91 %.